# Chaloupe

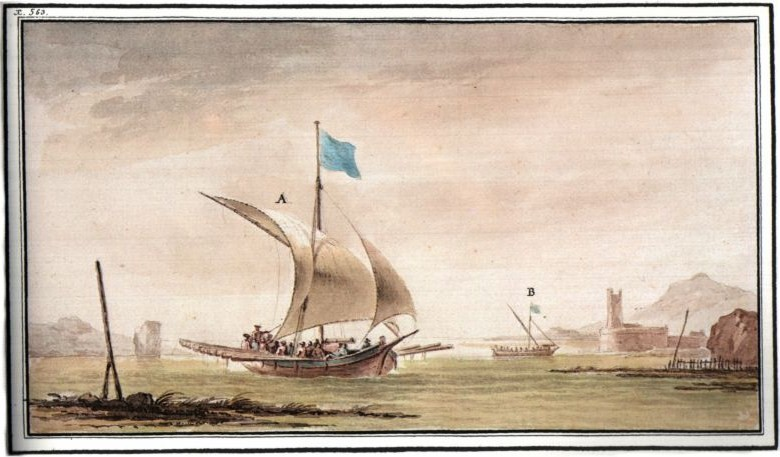
Une chaloupe de l'« ancienne marine », au XVIIIe siècle. (Tableau de N. Ozanne)

Une chaloupe est soit un ancien bateau de pêche ou de commerce équipé de voiles au tiers, soit une grosse embarcation sur des navires. Les chaloupes modernes sont à moteur.
Dans l'ancienne marine, la chaloupe bordait des avirons (elle naviguait parfois avec des voiles au tiers) et était la plus grosse embarcation du bord, de construction plus robuste qu'un canot. Elle était capable de porter l'artillerie.
Au Canada (Québec, Nouveau-Brunswick), une chaloupe est une embarcation légère utilisée notamment pour la pêche sportive.

## Histoire

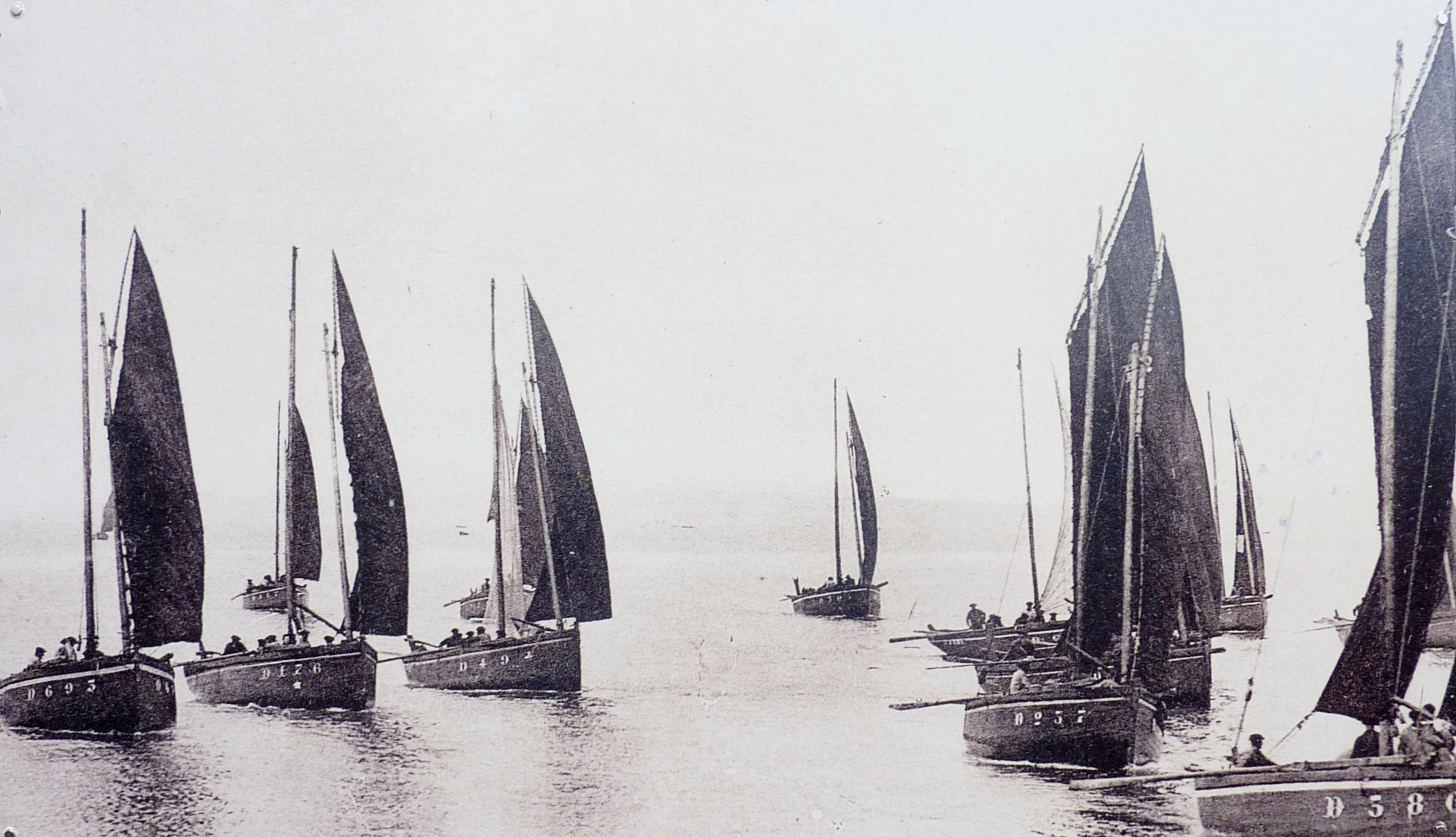
Chaloupes sardinières rentrant au port de Douarnenez (vers 1907)

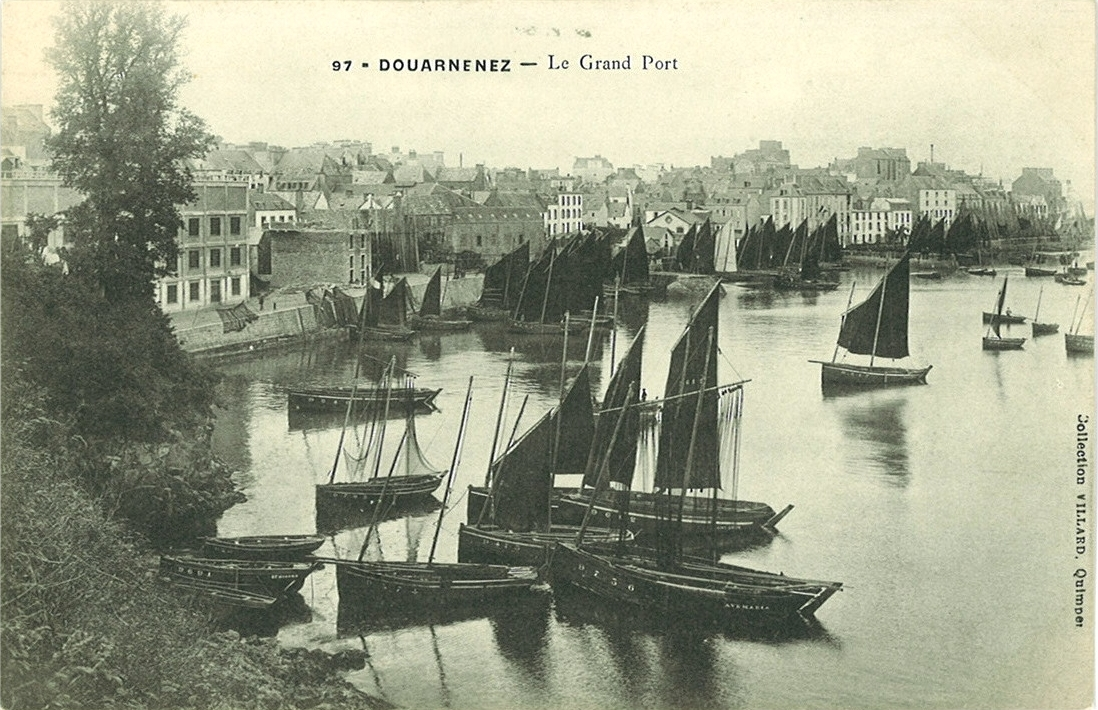
Chaloupes sardinières dans le port de Douarnenez vers 1900

Principal moyen de transport de marchandises pendant tout le XIXe siècle dans la baie de Bourgneuf avec les « sloops » et les « chassées », ces bateaux de charge étaient armées au « bornage » le long des côtes du Pays de Retz et vers les îles de Noirmoutier et d'Yeu. Ce bornage, pour les chaloupes, pouvait étendre traditionnellement ses limites de l'estuaire de la Vilaine au nord à la pointe du Peray, légèrement au sud des Sables-d'Olonne. Pornic fut, avec Bouin et Beauvoir, un lieu actif de construction avec ses chantiers Fortineau.
La chaloupe sardinière, à voile et à rame, fut très utilisée durant l'apogée de la pêche à la sardine dans les ports de la pointe du Finistère et notamment à Douarnenez. La chaloupe sardinière, grosse embarcation plus robuste que le canot, est toujours pointue aux deux extrémités. Elle est à avirons et à voile.
Au début du siècle dernier, la pêche à la sardine était largement dominante dans les ports du Finistère. Le cœur de cette pêche était en baie de Douarnenez qui accueillait d'immenses flottilles : chaque soir en saison, plusieurs centaines de chaloupes rejoignaient le port de Douarnenez.
« Les chaloupes mesuraient 7  à   8 mètres de long pour 2  à   3 mètres de large. Elles n’étaient pas pontées et avaient environ 1 mètre de tirant d’eau. Elles étaient équipées d’une voilure supportée par deux mats, le mât de misaine à l’avant et le grand mât au milieu. Les deux mâts étaient légèrement inclinés vers l’arrière. Ces chaloupes étaient très maniables et filaient entre 6 et 8 nœuds ».
« Douarnenez — Pêche du 19 juillet 1909 — Bateaux sortis : 50 ; rentrés : 300. Poissons par bateau : 3 à 4.000 sardines. Quelques bateaux ont eu une moyenne de 7 à 8.000 . Un bateau a eu 18.000 et un autre 15.000. » (archives L’Ouest-Eclair).

## Technique
La coque de la chaloupe est souvent pointue aux deux extrémités, ce qui la distingue du canot qui a un tableau arrière. Il a existé des chaloupes ouvertes (sans pontage), semi-ouvertes (avec un demi-pontage à l'avant, muni ou non d'une cloison délimitant une cale, (et parfois un coffre à l'arrière) et pontées. Des chaloupes à tableau arrière ont également été produites.
La chaloupe est équipée de voiles au tiers. Son gréement est dérivé de celui de misainier par adjonction à mi-longueur d'un mât de taillevent un peu plus haut que le mât de misaine et d'une voile haute et étroite nommée taillevent, amurée au pied du mât, ce qui réduit la partie tiercée de la voile à une surface très faible et permet d'éviter le gambeyage. Ce gréement a lui-même évolué par ajout d'un foc et d'un tapecul pour donner le gréement de chasse-marée ou de bisquine.